# Columnitis anomala
Columnitis anomala är en svampdjursart som beskrevs av Sarà och Bavestrello 1996. Columnitis anomala ingår i släktet Columnitis och familjen Tethyidae. Inga underarter finns listade i Catalogue of Life.